# Pfeifenraucher des Jahres
Der Titel Pfeifenraucher des Jahres wird seit 1969 jährlich vom Tabakforum verliehen. Das Tabakforum ist ein Verein, der die Interessen der Pfeifentabakindustrie, der Pfeifenindustrie und -importeure vertritt. Seinen Vorsitz führt Marc von Eicken. Die Verleihung findet während eines Bankettes mit geladener Prominenz statt.

## Wahl
Das Tabakforum wählt jedes Jahr dazu einen aktiven Pfeifenraucher – eine Person des öffentlichen Lebens – aus: Typischerweise kommen diese Personen aus Politik, Wirtschaft, Wissenschaft oder sind als Schriftsteller, Schauspieler, Fernsehmoderatoren tätig. Ein wichtiges Kriterium für die Auswahl des Kandidaten ist, dass er oder sie „sich offen zu seiner Leidenschaft bekennt“. Dabei soll der Titelträger nach Angaben des preisvergebenden Forums die „typischen Eigenschaften des Pfeifenrauchers“ verkörpern: „Individualität, Eigenständigkeit im Denken und Handeln, Eintreten für persönliche Überzeugungen, Selbstbewusstsein, Offenheit, Kritikfähigkeit, Genussbewusstsein sowie Bodenständigkeit und Freiheitsliebe.“
Auch in anderen Ländern wurde oder wird ein Pfeifenraucher des Jahres gewählt, etwa in England (bis 2003) oder in Frankreich.

## Kritik
Die Auszeichnung wird ausschließlich zu Werbezwecken verliehen, nicht auf Grund eines besonderen Verdienstes. Vielmehr soll das positive Image der Titelträger mit den Erzeugnissen der Mitglieder des Tabakforums (Verband der deutschen Rauchtabakindustrie) verknüpft werden.
Im Vergleich zu anderen Werbemaßnahmen der Zigarettenindustrie zielt die Wahl zum Pfeifenraucher des Jahres aber auf eine deutlich ältere Verbrauchergruppe ab.

## Liste der Titelträger
Folgende Personen wurden bereits mit dem Titel ausgezeichnet:
- 1969 – Herbert Wehner
- 1970 – Vicco von Bülow, alias Loriot
- 1971 – Hans-Joachim Kulenkampff
- 1972 – Gerhard Jahn
- 1973 – Manfred Schmidt
- 1974 – Günther Schramm
- 1975 – Helmut Kohl
- 1976 – Friedrich Nowottny
- 1977 – Siegfried Lowitz
- 1978 – Ernst Benda
- 1979 – Golo Mann
- 1980 – Fritz Wagnerberger
- 1981 – keine Preisvergabe bekannt
- 1982 – Constantin Heereman von Zuydtwyck
- 1983 – Joachim Fuchsberger
- 1984 – Norbert Blüm
- 1985 – Thomas Gottschalk
- 1986 – Michael Ende
- 1987 – Wolfgang Menge
- 1988 – Hans Clarin
- 1989 – Claude Chabrol
- 1990 – Wolfgang Schäuble (keine Preisverleihung wegen des Attentates auf ihn)
- 1991 – Kurt Biedenkopf
- 1992 – Uffe Ellemann-Jensen
- 1993 – Franke Sloothaak
- 1994 – Bodo H. Hauser
- 1995 – Peter Struck
- 1996 – keine Preisvergabe bekannt
- 1997 – Rüdiger Joswig
- 1998 – Dieter Schulte
- 1999 – Franz Xaver Kroetz
- 2000 – Günter Grass
- 2001 – keine Preisvergabe bekannt
- 2002 – Tobias Moretti
- 2003 – keine Preisvergabe bekannt
- 2004 – Udo Nagel[4]
- 2005 – Klaus Rauscher
- 2006 – Joachim Poß
- 2007 – Elmar Brok[5]
- 2008 – Hans-Ulrich Jörges[6]
- 2009 – Harald Lesch[7]
- 2010 – Rüdiger Safranski[8]
- 2011 – Horst Lichter[9]
- 2012 – Notker Wolf[10]
- 2013 – Norbert Lammert[11]
- 2014 – keine Preisvergabe bekannt
- 2015 – Volker Weicker[12]
- 2018 – Sonja Kirchberger (als erste Frau[13])
- 2020 – Albert Weiler[14]